# بار بیچ، نیو ساوت ولز
بار بیچ (به انگلیسی: Bar Beach) یک حومه شهر در استرالیا است که در نیو ساوت ولز واقع شده‌است.